# 千川 (豐島區)
千川（日语：／ Senkawa */?）是東京都豐島區的町名。現行行政地名為千川一丁目及千川二丁目。

## 地理
位於豐島區西北部。北鄰板橋區幸町、大谷口，東接高松，南連要町，西通板橋區向原。雖然本地是以東京地下鐵有樂町線、副都心線千川站為中心的住宅區，但千川站所在地為豐島區要町三丁目。

## 歷史

### 地名由來
過去為北豐島郡長崎村境窪，施行區制時，以附近的千川上水命名為千川町1丁目～3丁目。1966年（昭和41年）實施耕地整理，形成現在的千川一～二丁目。

## 交通

### 巴士
國際興業巴士
- 千川一丁目
  - 池02、池04、池82、池84系統 - 行經要小學校往池袋站西口（熊野町循環、中丸町循環）
  - 池03、池83系統 - 行經南町庚申通往池袋站西口（要町循環）
- 千川二丁目、水道水塔裏（水道タンク裏）
  - 池02、池82系統 - 行經要小學校往池袋站西口（熊野町循環）
  - 池03、池83系統 - 行經南町庚申通往池袋站西口（要町循環）

## 設施

### 千川一丁目
- 豐島千川一郵便局
- 榛名神社

### 千川二丁目
- 千川雕刻公園

## 備註
1. ↑  住民基本台帳による年齢別人口（平成26年7月1日現在） 的存檔，存档日期2014-12-08.

## 外部連結
- 東京都豐島區町會連合會
- 豐島區官方網站（页面存档备份，存于）